# На острові Валаамі
«На острові Валаамі» — картина українського художника Архипа Куїнджі (1841/1842–1910), написана в 1873. Є частиною зборів Державної Третьяковської галереї (інв. 873). Розмір картини — 76×130 см.

## Історія і опис
Картина була написана під час однієї з поїздок Куїнджі на острів Валаам, що знаходиться на Ладозькому озері. У 1873 році картина «На острові Валаамі» виставлялася на академічній виставці. Хоча вона була датована 1873 роком, передбачається, що в основному вона була написана в 1872 році, під час другої літньої поїздки Куїнджі на Валаам. Картина «На острові Валаамі» увійшла в трилогію художника про північну природу, до якої також належать картини «Ладозьке озеро» (1873) і «Північ» (1879).
Художник Ілля Рєпін повідомляв про нову роботу Куїнджі: «Всім вона страшенно подобається, і ще не далі як сьогодні заходив до мене Крамськой — він від неї в захваті». Як результат картина «На острові Валаамі» стала першою картиною Куїнджі, купленої Павлом Третˈяковим, який придбав її прямо з виставки 1873 року. У 1878 році за це полотно, разом із картинами «Чумацький тракт в Маріуполі» (1875, ГТГ), «Українська ніч» (1876 рік, ГТГ) і «Степ» (1875, ЯХМ), Куїнджі було надано звання класного художника 1-го ступеня.
На картині зображений дикий берег острова в сріблястому передгрозовому освітленні. На передньому плані — два дерева, сосна і береза, пророслі крізь потрісканий граніт і стоять біля річки, що впадає в озеро, порослої осокою. На задньому плані — темний ліс і край озера.

## Відгуки
У статті про творчість Архипа Куїнджі мистецтвознавець Віталій Манін відзначав: 
|  | «На острові Валаамі» — останній витвір Куїнджі, де безпосереднє сприйняття природи, відмічене гострою психологічною напруженістю, не затуляється ще й пронизливим почуттям соціальної невлаштованості. Картина «На острові Валаамі» показала, що майстерність Куїнджі зрівнялося з живописним умінням провідних пейзажистів його часу. Куїнджі став відомим художником. Оригінальний текст (рос.) «На острове Валааме» — последнее произведение Куинджи, где непосредственное восприятие природы, отмеченное острой психологической напряжённостью, не заслоняется ещё пронзительным чувством социальной неустроенности. Картина «На острове Валааме» показала, что мастерство Куинджи сравнялось с живописным уменьем ведущих пейзажистов его времени. Куинджи стал известным художником. |

Мистецтвознавець Володимир Петров так писав у статті, присвяченій 150-річчю Куїнджі:
|  | Природа Валаама опинилася до пари могутньою, стихійній натурі Куїнджі, і він створив там ряд пейзажів, уже в повній мірі розкрився його хист. Це перш за все «Ладозьке озеро» (1871, ДРМ) і «На острові Валаамі» (1873, ДТГ). Мабуть, особливо виразна остання картина, де художник у красивому сріблястому тоні зобразив освітлений тривожним передгрозове світлом дикий берег острова, над яким збираються хмари. Потрісканий граніт, сосна і береза на першому плані, похмурий бор удалині, осока, що колисається в темній прозорій воді, і самотня пташка, що летить — усе тут зображено Куїнджі з особливою «густотою» почуття життя й викликає високу оцінку сучасників, у тому числі Ф. М. Достоєвського, писав: «Імла… вогкість вас ніби пронизує всього… Що тут особливого?… А в той час як це добре!» Оригінальний текст (рос.) Природа Валаама оказалась под стать мощной, стихийной натуре Куинджи, и он создал там ряд пейзажей, уже в полную меру обнаруживших самобытность его дарования. Это прежде всего «Ладожское озеро» (1871, ГРМ) и «На острове Валааме» (1873, ГТГ). Пожалуй, особенно выразительна последняя картина, где художник в красивом серебристом тоне запечатлел освещённый тревожным предгрозовым светом дикий берег острова, над которым сгущаются тучи. Потрескавшийся гранит, сосна и берёза на первом плане, мрачный бор вдали, колышащаяся в темной прозрачной воде осока и летящая одинокая птица — всё здесь изображено Куинджи с особой «густотой» чувства жизни и вызвало высокую оценку современников, в том числе Ф.М. Достоевского, писавшего: «Мгла… сырость вас будто пронизывает всего… Что тут особенного?.. А между тем как это хорошо!» |